# Crueldade

Pintura de Francisco de Goya retratando a crueldade ocorrida durante o Levantamento de dois de maio.

A crueldade (do termo latino crudelitate) é a qualidade do que é cruel.  Se define como uma resposta emocional de indiferença ou mesmo prazer diante do sofrimento e dor de outros. É considerada como um sinal de distúrbio psicológico pela Associação de Psiquiatria dos Estados Unidos. É observada tanto em crianças como em adultos. É um sinal clínico incluído em nosologia psiquiátrica, estando relacionado a desordens antissociais e de conduta. A propensão à crueldade se associa com a patologia sadomasoquista.

## Crueldade para com os animais
Em 1987, a crueldade para com os animais foi adicionada à lista de critérios diagnósticos para desordem de conduta.